# Frumoasa, Harghita
Frumoasa (în maghiară Szépviz) este satul de reședință al comunei cu același nume din județul Harghita, Transilvania, România.